# Distrito de Llamellín
El distrito de Llamellín es uno de los seis distritos de la provincia de Antonio Raimondi, ubicado en el departamento de Áncash, en el Perú. Limita por el Noreste con el departamento de Huánuco, por el Sur con el distrito de Chingas y por el Oeste con el distrito de Mirgas y el distrito de Chaccho.

## Toponimia
Llamellín viene del quechua Llamirin, que significa: lo prueba a través del sentido del gusto; pero cuando un niño, se porta mal, recomiendan dar una tanda de latigazos, y dicen llamitsiy, hazle probar el chicote.

## Geografía
Tiene una población estimada mayor a 3.000 habitantes. Su capital es el pueblo de Llamellín.